# Ivanivka, Krasnodon
Ivanivka (în ucraineană Іванівка) este un sat în comuna Davîdo-Mîkilske din raionul Krasnodon, regiunea Luhansk, Ucraina.

## Demografie
Componența lingvistică a localității Ivanivka
     Ucraineană (77,73%)
     Rusă (22,27%)
Conform recensământului din 2001, majoritatea populației localității Ivanivka era vorbitoare de ucraineană (77,73%), existând în minoritate și vorbitori de rusă (22,27%).